# Escrime aux Jeux olympiques d'été de 1968
Navigation
Tokyo 1964 Munich 1972

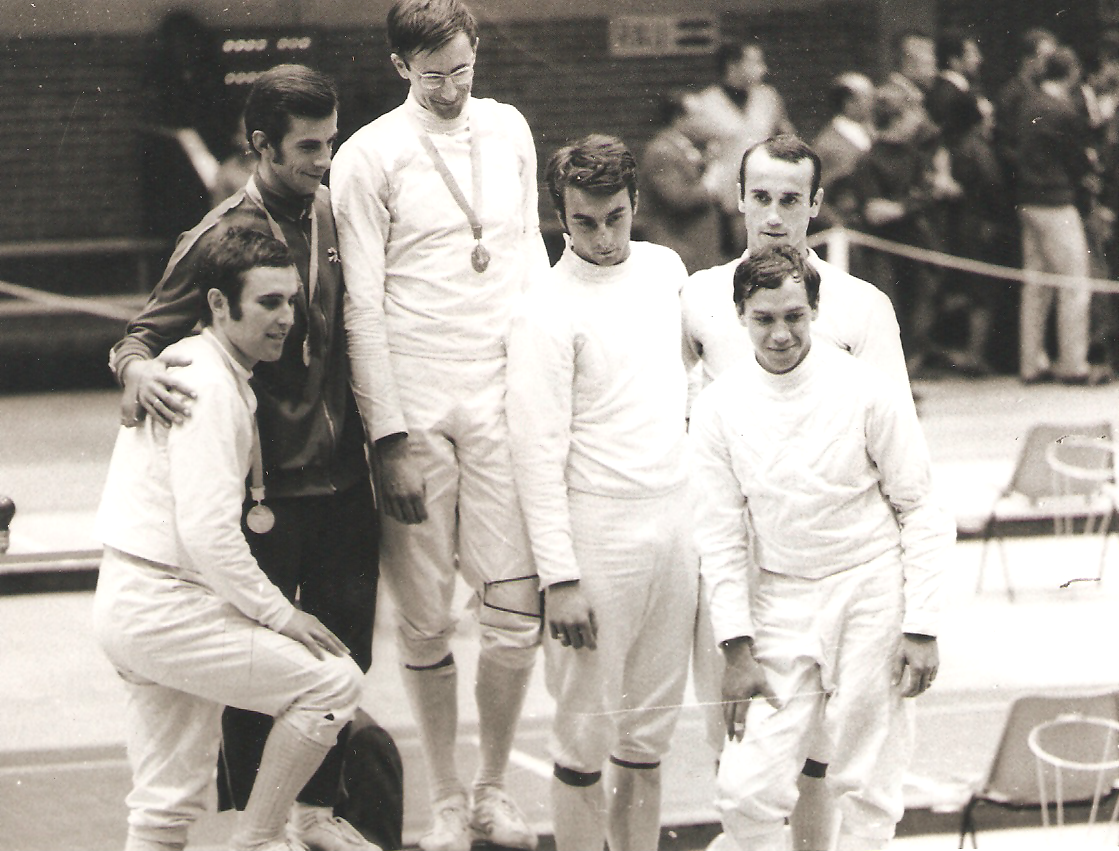
les 6 finalistes au fleuret

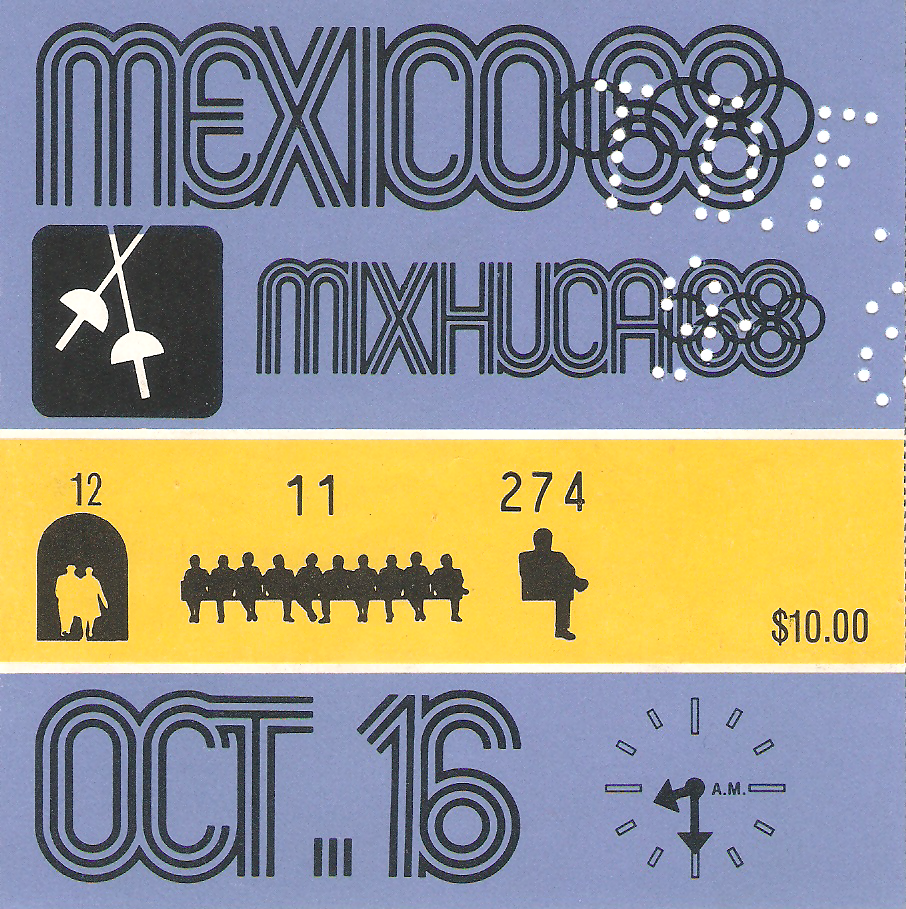
ticket d'entrée escrime

Cette page présente les résultats des compétitions d'escrime aux Jeux olympiques d'été de 1968
8 épreuves ont eu lieu.
- six chez les hommes (trois individuelles et trois par équipes)
- deux chez les femmes (fleuret individuel et par équipes)

## Tableau des médailles
| Rang | Nation           | Or | Argent | Bronze | Total |
| ---- | ---------------- | -- | ------ | ------ | ----- |
| 1    | Union soviétique | 3  | 4      | 0      | 7     |
| 2    | Hongrie          | 2  | 2      | 3      | 7     |
| 3    | Pologne          | 1  | 0      | 2      | 3     |
| 4    | France           | 1  | 0      | 1      | 2     |
| -    | Roumanie         | 1  | 0      | 1      | 2     |
| 6    | Italie           | 0  | 1      | 1      | 2     |
| 7    | Mexique          | 0  | 1      | 0      | 1     |

## Résultats

### Podiums masculins
| Épreuves                                | Or                                                                                              | Argent                                                                                                | Bronze                                                                                          |
| --------------------------------------- | ----------------------------------------------------------------------------------------------- | --- | ----------------------------------------------------------------------------------------------- |
| Épée individuelle résultats détaillés   | Gyözö Kulcsár                                                                                   | Hryhoriy Kriss                                                                                        | Gianluigi Saccaro                                                                               |
| Épée par équipes résultats détaillés    | Hongrie Zoltán Nemere Pál Schmitt Győző Kulcsár Csaba Fenyvesi Pál Nagy                         | Union soviétique Hryhoriy Kriss Viktor Modzolevski Iosif Vitebski Iouri Smoliakov Aleksey Nikanchikov | Pologne Bohdan Andrzejewski Kazimierz Barburski Michał Butkiewicz Bohdan Gonsior Henryk Nielaba |
| Fleuret individuel résultats détaillés  | Ion Drîmbă                                                                                      | Jenő Kamuti                                                                                           | Daniel Revenu                                                                                   |
| Fleuret par équipes résultats détaillés | France Gilles Berolatti Jacques Dimont Jean-Claude Magnan Christian Noël Daniel Revenu          | Union soviétique German Sveshnikov Vasyl Stankovych Yuriy Sisikin Viktor Putyatin Yuriy Sharov        | Pologne Witold Woyda Egon Franke Adam Lisewski Zbigniew Skrudlik Ryszard Parulski               |
| Sabre individuel résultats détaillés    | Jerzy Pawłowski                                                                                 | Mark Rakita                                                                                           | Tibor Pézsa                                                                                     |
| Sabre par équipes résultats détaillés   | Union soviétique Mark Rakita Vladimir Nazlymov Eduard Vinokurov Viktor Sidyak Umyar Mavlikhanov | Italie Pierluigi Chicca Michele Maffei Rolando Rigoli Wladimiro Calarese Cesare Salvadori             | Hongrie Miklós Meszéna Tibor Pézsa Péter Bakonyi János Kalmár Tamás Kovács                      |

### Podiums féminins
| Épreuves                                | Or | Argent                                                                              | Bronze                                                                                             |
| --------------------------------------- | --- | ----------------------------------------------------------------------------------- | -------------------------------------------------------------------------------------------------- |
| Fleuret individuel résultats détaillés  | Elena Novikova-Belova | Pilar Roldán                                                                        | Ildikó Rejtő                                                                                       |
| Fleuret par équipes résultats détaillés | Union soviétique Yelena Belova-Novikova Aleksandra Zabelina Svetlana Tchirkova Galina Gorokhova Tatyana Samusenko-Petrenko | Hongrie Lídia Dömölky-Sakovits Paula Marosi Ildikó Bóbis Mária Gulácsy Ildikó Rejtő | Roumanie Olga Orbán Ecaterina Stahl-Iencic Maria Vicol Ana Derșidan-Ene-Pascu Ileana Gyulai-Drîmbă |